# Coppa del Re 1985 (hockey su pista)
La Coppa del Re 1985 è stata la 42ª edizione della principale coppa nazionale spagnola di hockey su pista. La fase finale della competizione si è conclusa con la finale in campo neutro a Palma di Maiorca il 16 giugno 1985.
Il trofeo è stato conquistato dal Barcellona per la nona volta nella sua storia superando in finale il Liceo La Coruña.

## Risultati

### Quarti di finale
| Squadra 1     | Totale | Squadra 2       | Andata | Ritorno |
| ------------- | ------ | --------------- | ------ | ------- |
| Ripoll        | ? - ?  | Noia            | 5 - 4  |         |
| Voltregà      | ? - ?  | Barcellona      | 3 - 3  |         |
| Piera         | 8 - 10 | Igualada        | 6 - 3  | 2 - 7   |
| Reus Deportiu | ? - ?  | Liceo La Coruña | 3 - 5  |         |

### Semifinali
| Squadra 1 | Totale  | Squadra 2       | Andata | Ritorno |
| --------- | ------- | --------------- | ------ | ------- |
| Noia      | 11 - 14 | Barcellona      | 7 - 8  | 4 - 6   |
| Igualada  | 4 - 10  | Liceo La Coruña | 3 - 4  | 1 - 6   |

### Finale
| Palma di Maiorca 16 giugno 1985 | Barcellona | 7 – 0 | Liceo La Coruña | Pazo dos Deportes de Riazor |